# Bocianowo (Bęsia)
Bocianowo (niem. Bodzianowo, 1930–1945 Buchental) – przysiółek osady Bęsia w Polsce, położony w województwie warmińsko-mazurskim, w powiecie olsztyńskim, w gminie Kolno.
W latach 1975–1998 przysiółek administracyjnie należał do województwa olsztyńskiego.
Obecnie w przysiółku nie ma zabudowy.